# Едвард Порембович
Едвард Порембович (пол. Edward Porębowicz; 20 лютого 1862, Варшава — 24 серпня 1937, Львів) — польський прозаїк, поет, перекладач, літературний критик, історик романської словесності. Педагог, професор, доктор наук (з 1890). Ректор Львівського університету (1924—1926). Дійсний член Польської академії знань. Почесний доктор Університету в Познані (з 1932). Почесний професор Львівського університету.

## Біографія
Вивчав філософію в Ягеллонському університеті. Пізніше, в 1880—1888 роки германістику, романістику і англістику в університетах Берліна, Мюнхена, Монпельє, Барселони і Флоренції. У 1932 захистив докторську дисертацію у Відні. У 1896—1897 навчався в Сорбонні і Колеж де Франс в Парижі, де проводив наукові дослідження в області середньовічної літератури.
З 1899 року — професор Львівського університету, ректор університету з 1924 по 1926 рік.
Після Першої світової війни викладав у Варшавському університеті.
Перший дослідник і завідувач архіву Львівського магістрату. Заснував в 1906 році «Товариство любителів минулого Львова» («Towarzystwo Milosników Przeszlości Lwowa»). Саме тоді його монографія «Львівська ратуша» («Ratusz lwowski») відкрила нову видавничу серію «Львівська бібліотека» («Biblioteka Lwowska»), згодом там же з'явилися інші його популярні книги про життя древнього міста.
Член Наукового товариства у Варшаві і Львові. В період проникнення модернізму в польську культуру (Молода Польща) займався вивченням маловідомої літератури Європи, зокрема, середньовічної французької та італійської літератури, іспанської літератури бароко, справив значний вплив на культурне життя польського суспільства.
Автор монографій: «Святий Франциск Ассизький» (1899), «Данте» (1906), «Досліджень з історії середньовічної літератури» (1904), «Нова краса Середньовіччя» (1916 г.), ряду робіт по польській літературі: «Ян Анджей Морштин, представник бароко в польській поезії» (1893), " Себастьян Грабовецький та його погляди "(1894), " Польська поезія нового століття "(Літературний щоденник, 1902). Співавтор енциклопедичної «Історії всесвітньої літератури» (т. 1-4, 1880—1897) і «Великий всесвітньої літератури» (т. 1-5, 1930—1933).
Займався перекладами народних пісень кельтів, германців, романських авторів, опублікованих в антологіях в 1909 році, видав «Антологію провансальської літератури», «Обрану поезію трубадурів і фелібров XI—XIX століття» (1887).
Крім того, перевів на польську мову «Божественну комедію» Данте (1899—1906), твори Шекспіра, Кальдерона, Байрона, Леопарді.
Був дійсним і почесним членом багатьох наукових товариств (в тому числі, Союзу польських письменників). У 1909 році, став дійсним членом Товариства сприяння розвитку польської науки.
Помер у Львові і похований на полі № 13 Личаківського цвинтаря.
Син — Стефан Порембович, польський архітектор.